# Diversitat cultural

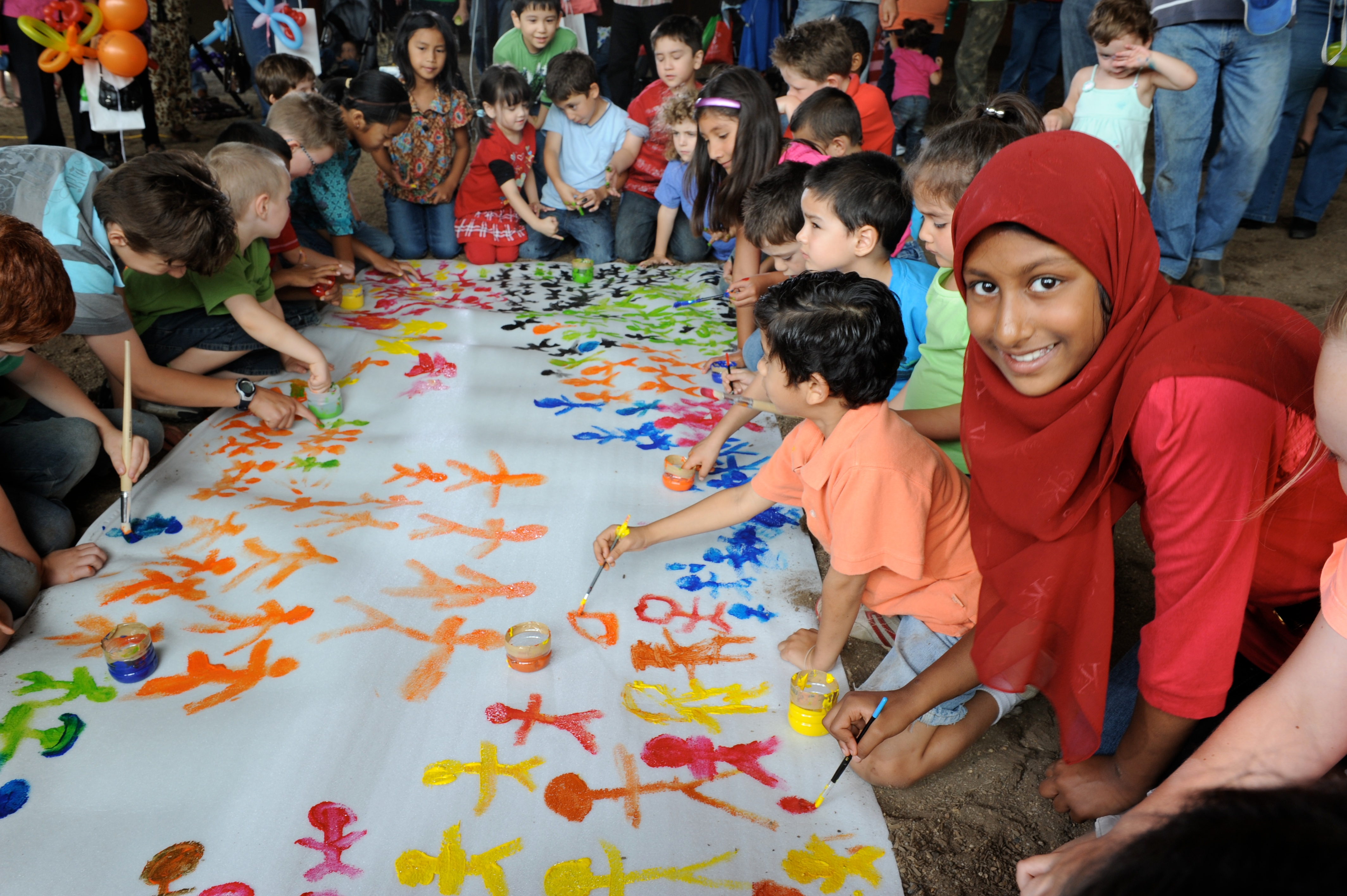
Celebració del Dia de l'Harmonia, que celebra la diversitat cultural a Austràlia.

Per diversitat cultural s'entén la multiplicitat de mitjans pels quals s'expressen les cultures dels grups i de les societats. Aquestes expressions culturals es transmeten dins i entre les societats. La diversitat cultural es manifesta no solament en les diverses formes en què s'expressa, enriqueix i transmet el patrimoni cultural de la humanitat mitjançant la varietat d'expressions culturals, sinó també a través dels diferents modes de creació, producció, difusió, distribució i gaudiment artístics, a més de les tecnologies emprades. Les actituds cap a la diversitat cultural poden ser mesurades a través de l'Escala de Bennett.
El compromís de la UNESCO de promoure la diversitat cultural té els fonaments de dret a l'article 1 de la seva constitució: d'assegurar... la fecunda diversitat de les seves cultures. D'acord amb aquest compromís, la UNESCO va adoptar el novembre de 2001, a la 31a Conferència General, la Declaració Universal de la UNESCO sobre la Diversitat Cultural.

## Principis rectors
1. Principi de respecte envers els drets humans i les llibertats fonamentals: Només es pot protegir i promoure la diversitat cultural si es garanteixen les llibertats fonamentals, com són la llibertat d'expressió, informació i comunicació, i la possibilitat que les persones triïn les seves expressions culturals. Ningú no pot invocar les disposicions d'aquesta Convenció per atemptar contra els drets humans consagrats en la Declaració Universal dels Drets Humans o garantits pel dret internacional i limitar-ne l'abast.[1]
2. Principi de sobirania: De conformitat amb la Carta de les Nacions Unides i els principis del dret internacional, els estats tenen el dret sobirà d'adoptar mesures i polítiques per protegir i promoure la diversitat de les expressions culturals en els seus territoris respectius.[1]
3. Principi d'igual dignitat i respecte per a totes les cultures: La protecció i la promoció de la diversitat de les expressions culturals pressuposen el reconeixement de la igual dignitat i respecte per totes les cultures, incloent-hi les cultures de les persones pertanyents a minories i pobles autòctons.[1]
4. Principi de solidaritat i cooperació internacionals: La cooperació i la solidaritat internacionals han de tenir per objecte que els països, en especial els països en desenvolupament, puguin crear i reforçar els seus mitjans d'expressió cultural, incloent-hi les indústries culturals, tant les que s'acaben d'implantar com les ja establertes, en els àmbits local, nacional i internacional.[1]
5. Principi de complementarietat dels aspectes econòmics i culturals del desenvolupament: Atès que la cultura és un impulsor important del desenvolupament, els aspectes culturals són tan importants com els aspectes econòmics i els individus i els pobles tenen el dret fonamental de participar-hi i gaudir-ne.[1]
6. Principi de sostenibilitat:La diversitat cultural és una gran riquesa per a les persones i les societats. La protecció, la promoció i el manteniment de la diversitat cultural són condicions essencials per al desenvolupament sostenible en benefici de les generacions actuals i futures.[1]
7. Principi d'accés equitatiu: L'accés equitatiu a una gamma rica i diversificada d'expressions culturals procedents d'arreu del món i l'accés de les cultures als mitjans d'expressió i difusió són elements importants per enriquir la diversitat cultural i afavorir l'entesa mútua.[1]
8. Principi d'obertura i equilibri: Quan els estats prenguin mesures per donar suport a la diversitat de les expressions culturals, han de mirar de promoure de manera adequada una obertura a les altres cultures del món i vetllar perquè aquestes mesures s'orientin a aconseguir els objectius perseguits per aquesta Convenció.[1]